# Jan Luśtych
Jan Luśtych (Lustig) (ur. 4 listopada 1833 w Zawady Małe powiat Olecko, zm. 26 grudnia 1901 tamże) – ludowy poeta mazurski. 

## Życiorys
Ukończył zaledwie kilka klas szkoły ludowej. Po zakończeniu służby wojskowej w armii pruskiej pracował na roli. Pierwsze wiersze i korespondencje publikował na łamach  Kalendarza Królewsko-Pruskiego Ewangelickiego i Gazety Leckiej. Były to głównie teksty okolicznościowe i wiersze poruszające sprawy krzywd chłopów mazurskich. Sprzeciwiał się germanizacji Mazurów i stawał w obronie języka polskiego.